# Harvey H. Johnson
 Harvey Hull Johnson (* 7. September 1808 in West Rutland, Rutland County, Vermont; † 4. Februar 1896 in Owatonna, Minnesota) war ein US-amerikanischer Politiker. Zwischen 1853 und 1855 vertrat er den Bundesstaat Ohio im US-Repräsentantenhaus.

## Werdegang
Harvey Johnson besuchte die öffentlichen Schulen seiner Heimat und die Middlebury Academy. Nach einem anschließenden Jurastudium und seiner 1833 erfolgten Zulassung als Rechtsanwalt begann er in Akron (Ohio) in diesem Beruf zu arbeiten. Im Jahr 1837 war er auch Posthalter dieser Stadt. Um das Jahr 1848 zog er nach Ashland. Politisch war er Mitglied der Demokratischen Partei. Bei den Kongresswahlen des Jahres 1852 wurde Johnson im 14. Wahlbezirk von Ohio in das US-Repräsentantenhaus in Washington, D.C. gewählt, wo er am 4. März 1853 die Nachfolge von Alexander Harper antrat. Da er im Jahr 1854 nicht bestätigt wurde, konnte er bis zum 3. März 1855 nur eine Legislaturperiode im Kongress absolvieren. Diese waren von den Ereignissen im Vorfeld des Bürgerkrieges geprägt.
Im Jahr 1855 zog Johnson nach Winona in Minnesota, wo er als Anwalt praktizierte. Außerdem stieg er in das Eisenbahngeschäft ein. Er wurde Präsident der Winona & St. Peter Railroad. Seit 1865 lebte er in Owatonna, wo er sich wieder als Rechtsanwalt betätigte. Zwischen 1867 und 1870 war er dort Bürgermeister und städtischer Richter. In dieser Stadt ist er am 4. Februar 1896 auch verstorben.